# Contea di Lingshan
La contea di Lingshan (灵山县S, Língshān XiànP) è una contea della Cina, situata nella regione autonoma di Guangxi e amministrata dalla prefettura di Qinzhou.
per quasi mille anni, la contea di lingshan fu governata dal guangdong, dal 1965, divenne parte della regione zhuang autonoma del guangxi